# Pasajero
Pasajero è il dodicesimo album discografico in studio del gruppo musicale francese di origine gitana spagnola Gipsy Kings, pubblicato nel 2006.

## Tracce
1. Si Tú me Quieres – 3:11
2. Pueblos – 2:58
3. Mira la Chica – 2:51
4. Café – 3:22
5. Chan Chan – 2:46
6. Canastero – 3:57
7. ¿Dónde Estás, Mi Amor? – 3:37
8. Amor – 3:26
9. La Tounga – 3:28
10. Sol y Luna – 3:24
11. Guaranga – 3:17
12. Pasajero – 3:05
13. Recuerdos A Zucarados – 3:04
14. La Vida de Gipsy – 3:40

## Formazione
- Nicolas Reyes - voce, chitarra, charango, battito delle mani
- Patchai Reyes - voce, chitarra, charango, battito delle mani
- Canut Reyes - voce, chitarra, charango, battito delle mani
- Andre Reyes - voce, chitarra, charango, battito delle mano
- Diego Baliardo - voce, chitarra, charango, battito delle mani
- Paco Baliardo - voce, chitarra, charango, battito delle mani
- Tonino Baliardo - voce, chitarra, charango, battito delle mani

### Altri musicisti
- Bernard Paganotti - basso
- Patrice Renson - batteria
- Philippe Eidel - bouzouki, charango, fisarmonica, mandolino, percussioni, pianoforte, tastiere
- Ava Saty - duduk
- Jasko Ramic - fisarmonica
- Antonio Rivas - fisarmonica
- Pierre-Olivier Govin - sassofono
- Michael Delakian - tromba

## Classifiche
| Paese    | Posizione più alta |
| -------- | ------------------ |
| Francia  | 74                 |
| Svizzera | 89                 |